# جان یوجل
جان یوجل(ترکی استانبولی: Can Yücel) (زاده ۲۱ اوت ۱۹۲۶ در استانبول، درگذشته ۱۲ اوت ۱۹۹۹ در داتچا) شاعر ترک بود که برای استفاده از زبان محاوره در اشعارش معروف بود.

## زندگی‌نامه
یوجل پسر وزیر سابق آموزش و پرورش، حسن علی یوجل، که تأثیر به سزایی بر روش تحصیل در ترکیه داشت، و نوه یک کاپیتان دریایی عثمانی بود. او تحصیلات زبان لاتین و یونان باستان را در دانشگاه آنکارا و کمبریج به انجام رساند و بعدها به عنوان مترجم در سفارتخانه‌های مختلف و در بخش ترکی بی‌بی‌سی در لندن کار کرد. پس از بازگشت به ترکیه در سال ۱۹۵۸، او مدتی به عنوان راهنمای توریست در بودروم و مارماریس کار کرد و سپس به استانبول رفت و در آنجا به عنوان مترجم آزاد و شاعر شروع به کار کرد.
در اواخر عمر، او در شهر شبه جزیره‌ای داتچا در جنوب غربی ترکیه مستقر شد و در آنجا به دلیل سرطان گلو درگذشت.

## سبک ادبی
یوجل بیشتر برای استفاده از زبان عامیانه و گاه رکیک در اشعار خود مشهور است. با این حال، حتی منتقدانش نیز متفق‌القول‌اند که مهارت وی در استفاده از کلمات ساده و قابل درک ارزش ستایش و قدردانی دارد. موضوع اصلی و منابع الهام بخش در اشعار او طبیعت، مردم، حوادث، مفاهیم، هیجان، ادراک، و احساسات است. خانواده برای یوجل بسیار مهم بود و او از بسیاری از عزیزانش در اشعار خود، از جمله «به دختر کوچک من سو»، «به گیزل» و «من پدرم را بیشتر از همه دوست داشتم» ذکر شده‌است.
یوجیل همچنین آثار شکسپیر، لورکا و برشت را به زبان ترکی ترجمه کرده‌است و ترجمه‌های خلاقانه او در نوع خود آثاری کلاسیک در ترکیه به‌شمار می‌روند.
گزیده ای از شعرهای جان یوجل با عنوان "همه چیز پنهان در تو" از سوی نشر آدالار و با ترجمهٔ وحید طلعت منتشر شده است